# Phytophthora cambivora
Phytophthora cambivora (Petri) Buisman – gatunek organizmów należący do grzybopodobnych lęgniowców. U licznych gatunków roślin wywołuje chorobę zwaną fytoftorozą.

## Systematyka i nazewnictwo
Pozycja w klasyfikacji według Index Fungorum: Phytophthora, Peronosporaceae, Peronosporales, Peronosporidae, Peronosporea, Incertae sedis, Oomycota, Chromista.
Po raz pierwszy takson ten zdiagnozował w 1917 r. Lionello Petri nadając mu nazwę Blepharospora cambivora. Obecną, uznaną przez Index Fungorum nazwę nadała mu w 1927 r. Christine Johanna Buisman.

## Morfologia i rozwój
Strzępki dość jednolite, średnio i lekko pofałdowane, starsze raczej szerokie (7 µm) i grubościenne. Sprzążki rzadkie, obserwowano je tylko na pożywkach bogatych. Sporangiofory o średnicy 3-4 µm, zwykle nierozgałęzione, wykazujące wewnętrzną proliferację. Zarodnie powstają tylko w roztworach wodnych, są szeroko elipsoidalne lub jajowate, zwykle 55–65 (–85) × 40–45 (–60) µm, bez brodawki, z nieznacznym pogrubieniem na wierzchołku. Oogonia żółte do brązowych, o średnicy 43 (maks. 62) µm i ścianie o grubości 2 µm z nieregularnie rozmieszczonymi wypukłościami. Plemnie zawsze dwukomórkowe, często stosunkowo długie, o średnicy 25–35 µm. Oospory o średnicy 36 µm i ściankach o grubości 3 µm, bezbarwne. Kultury jednolite, z umiarkowaną do obfitej grzybnią powietrzną. Chlamydospor nie wytwarza. Jest heterotaliczna.
Na większości pożywek agarowych tworzy gęste, powietrzne, puszyste kolonie i rośnie stosunkowo szybko. Grzybnia rozwija się w temperaturze od 2 °C do 32 °C. Temperatura optymalna 22–24 °C.
P. cambivora jest bardzo podobna do Phytophthora cinnamomi i Phytophthora cryptogea, ale zazwyczaj można ją odróżnić brakiem chlamydospor.

## Występowanie i siedlisko
Znane jest występowanie Phytophthora cambivora w Afryce (Mauritius), Azja (Indie), Australazja i Oceania (Nowa Zelandia); Europa (Azory, Francja, Wielka Brytania, Włochy, Polska, Portugalia, Hiszpania, Szwajcaria, Turcja, Jugosławia); Ameryka Północna (Kanada, Stany Zjednoczone).
Żywicielem jest wiele gatunków roślin: klon jawor, modrzewnica, kasztan jadalny, rzewnia skrzypolistna, złocień, wrzosy, buk pospolity, malina właściwa, starzec popielny, nikla indyjska, orzech włoski, łubin biały, bukan, groch siewny, dąb, wiąz pospolity, różaneczniki.
Rozprzestrzenia się przez glebę. Może w niej utrzymywać się przez kilka lat po zniknięciu żywiciela. Infekcji sprzyja wysoka wilgotność gleby i niekorzystne warunki wzrostu, takie jak susza i urazy. Wywołane przez nią fytoftorozy w leśnictwie nazywane są fytoftorozą drzew, u różaneczników fytoftorozą różanecznika, u kasztana jadalnego fytoftorozą kasztana.